# Sebastián Carvajal
Sebastián Gerardo Carvajal Forero (Bucaramanga, 10 de enero de 1993) es un actor y modelo colombiano.

## Carrera
Logró el reconocimiento en su país en el año 2017 al interpretar el papel de Eduardo Maya en la serie de televisión de época La Cacica. En ese mismo año personificó a Frank Sinatra en la serie Tarde lo conocí, basada en la vida de la cantante vallenata Patricia Teherán. En 2018 interpretó el papel de Juan Nepomuceno 'Juancho' Argote en Loquito por ti, y un año después protagonizó la serie de televisión del Canal RCN Enfermeras.
En 2024 interpretó su primer rol internacional en el filme colomboamericano Dominique.

## Filmografía

### Televisión
| Año       | Título                   | Personaje                        | Canal                     |
| --------- | ------------------------ | -------------------------------- | ------------------------- |
| 2016      | Yo soy Franky            | Rodrigo LeBlanc                  | Nickelodeon Latinoamérica |
| 2016      | Sin senos si hay paraíso | Escolta                          | Telemundo                 |
| 2017-2018 | Tarde lo conocí          | Frank Sinatra                    | Caracol Television        |
| 2017-2018 | La Cacica                | Edgardo José Maya Villazón       | Caracol Television        |
| 2018-2019 | Loquito por ti           | Juan Nepomuceno 'Juancho' Argote | Caracol Television        |
| 2019      | Bolívar                  | Fausto Delhuyar                  | Caracol Television        |
| 2019-2022 | Enfermeras               | Dr. Carlos Pérez                 | Canal RCN                 |
| 2020      | Pa' quererte en casa     | Dr. Carlos Pérez                 | Canal RCN                 |
| 2020      | Manual para Galanes      |                                  | Prime Video               |
| 2020      | Confinados               | Eduardo                          | Canal RCN                 |
| 2021      | Mil colmillos            | Cárdenas                         | HBO Max                   |
| 2022-2023 | Leandro Díaz             | Teniente Olimpo Severiche        | Canal RCN                 |
| 2023      | Ana de nadie             | Joaquín Cortés                   | Canal RCN                 |
| 2023-2025 | Manes                    | Julian Quintana                  | Prime Video               |
| 2024-2025 | Sed de venganza          | Marcelo Echeverri                | Telemundo                 |

### Reality
| Año       | Título                      | Rol          |
| --------- | --------------------------- | ------------ |
| 2018      | Mi Familia Baila Mejor      | Presentador  |
|           | La X                        | Presentador  |
| 2019-2020 | Masterchef Celebrity        | Participante |
| 2020      | Miss Universe Colombia 2020 | Presentador  |
| 2020      | La Encerrona                | El mismo     |

### Cine
| Año  | Título    | Personaje |
| ---- | --------- | --------- |
| 2024 | Dominique | Julio     |

## Premios y nominaciones

### Premios India Catalina
Véase también: Premios India Catalina
| Año  | Categoría                          | Telenovela o serie | Resultado |
| ---- | ---------------------------------- | ------------------ | --------- |
| 2020 | Mejor talento favorito del público | Enfermeras         | Ganador   |

### Premios Online
| Año  | Categoría                 | Telenovela o serie | Resultado |
| ---- | ------------------------- | ------------------ | --------- |
| 2020 | Actor influencer favorito | El mismo           | Ganador   |